# Skinheads 88
Skinheads 88 (Alternativtitel: Russland 88, Originaltitel: Rossija 88, russisch Россия 88) ist ein russisches Filmdrama von 2009. Der Film von Regisseur Pawel Bardin ist im pseudodokumentarischen Found-Footage-Stil gedreht.

## Handlung
Hauptdarsteller des Films ist ein 19-jähriger Jugendlicher, der von seinen Freunden nur „Blade“ (russisch Штык, Bajonett) genannt wird. Er wohnt mit seiner Schwester Julia, einer Studentin, in einer kleinen Mietwohnung und ist zweiter Mann einer örtlichen Skinhead-Gruppe namens „Rossija 88“. Diese Gruppe jugendlicher Neonazis trifft sich in einem Boxverein und wird von einem zwielichtigen älteren Patrioten geleitet. Eduard, der auf Grund seiner jüdischen Wurzeln von allen „Abraham“ genannt wird, hat beschlossen eine Dokumentation über seine Freunde zu drehen, die als Propagandavideo vermarktet werden soll. Mit einer Handkamera filmt er alle Aktivitäten des Clubs, auch die Überfälle und Hetzjagden auf Asylanten.
„Blade“ verstrickt sich immer tiefer in die Aktivitäten des Clubs und bricht mit seiner Familie. Auch eine Gruppe von korrupten Polizisten hat Interesse an den jugendlichen Schlägern und versucht, den Club unter ihre Kontrolle zu bringen. Blade jedoch will die Gruppe alleine führen. Bei einem Wehrsportlager eskaliert die Situation mit Eduard, den er unter Drohungen und Beschimpfungen verscheucht.
Doch Eduard lässt nicht locker. Durch Zufall entdeckt er, wie Blades Schwester mit einem Migranten flirtet. Blade trommelt seine Gang zusammen und auf einer verlassenen Brücke kommt es zu einer Auseinandersetzung mit den Migranten, die zunächst versuchen, die Sache friedlich zu lösen. Einer der Migranten zieht schließlich eine Schusswaffe und tötet den Anführer der Gruppe sowie Blades Pittbull. Während die Gruppe um ihren Anführer trauert, hält Blade seinen toten Hund im Arm.
Mitten in die Trauerfeier platzt ein Polizist und stellt Blade ein Ultimatum. Die Gang soll für ihn arbeiten, doch Blade lehnt augenblicklich ab. Dies führt dazu, dass ihn seine Kumpels im Stich lassen. Alleine mit Eduard hat er nur noch Rache im Sinn. Er spürt seine Schwester und ihren Freund auf. Nachdem er ihren Freund erschossen hat, nimmt sich seine Schwester das Leben. Blade ist am Ende und tötet sich ebenfalls mit einem Kopfschuss.
Die letzte Einstellung der Handkamera zeigt Blade und seine Schwester fünf Jahre zuvor, wie sie mit ihrem Kampfhund, zu dieser Zeit noch ein Welpe, spielen. Der Film endet mit einer Schrifttafel, die verschiedene Fälle rechtsextremer Gewalt in Moskau auflistet.

## Hintergrund
Skinheads 88 wurde ausschließlich mit einer Handkamera, die fast durchgängig von einem der Hauptdarsteller geführt wird, an Originalschauplätzen in Moskau gedreht. In Russland war der Film sehr umstritten und sollte verboten werden. Auch einige nationalistische und rechtsextreme Gruppen riefen zu Protesten gegen den Film auf. In Deutschland wurde der Film erstmals 2009 unter dem Titel Russland 88 auf der Berlinale aufgeführt. Eine weitere Aufführung fand auf dem GoEast-Festival in Wiesbaden 2011 statt.
Auch in Deutschland gab es Probleme mit dem Film. So verweigerte die Freiwillige Selbstkontrolle der Filmwirtschaft eine Altersfreigabe des Films. Nachdem zunächst der Release verschoben wurde, erschien der Film schließlich im September 2012 in einer geschnittenen Fassung und mit FSK 18 (Keine Jugendfreigabe)
Im Vergleich zur britischen Fassung des Films fehlen in der deutschen Verleihfassung circa acht Minuten, wobei vornehmlich rechtsextremes Liedgut aus dem Film entfernt wurde.

## Kritik
„Darüber hinaus, und wohl auch entscheidender für die Bedeutung des Films, wird der Zuschauer selbst involviert. Die Zuschauer sind Abraham, sind seine Kamera. Auch die Zuschauer werden nicht aktiv, wollen die Entwicklung bis zum Ende sehen und vermutlich auch genau bis zu diesem Ende. Bei den Aufnahmen des Marktes muss der Zuschauerblick automatisch nach für die Skinheads relevanten Informationen suchen. Somit sind alle, die den Film sehen, Mittäter. Wenn der Film auch in der Darstellung der Neonazis keine neuen oder besonderen Erkenntnisse bereithält, dies wahrscheinlich auch gar nicht beabsichtigt, dadurch allerdings an einigen Stellen zu stereotypisch wirken kann, macht ihn die perfekte Ausnutzung seiner besonderen filmischen Form bezüglich seiner Aussage zu einem Monument.“